# Thamniopsis lepidopiloides
Thamniopsis lepidopiloides là một loài rêu trong họ Pilotrichaceae. Loài này được (Herzog) S.P. Churchill mô tả khoa học đầu tiên năm 2005.